# Magistrale for Europe
A Magistrale for Europe (németül: Magistrale für Europa, franciául: Magistrale européenne)) egy nagysebességű vasútvonal terv, mely a Transzeurópai közlekedési hálózat része, amely egy Párizs és Pozsony közötti nagysebességű vasútvonal létrehozására irányul, egy Budapestre vezető leágazással. 1995-ben az Európai Bizottság a 17. számú TEN-projektként (Párizs-Pozsony) vette fel, és a létrehozása már folyamatban van  A projekt koordinátora a magyar származású, kecskeméti Balázs Péter.
A projektnek a tervek szerint 2020-ra kellett volna elkészülnie, de létrehozása még napjainkban is tart. Öt európai országban 34 millió embert fog összekötni. A Párizstól Budapestig tartó útvonal teljes hossza 1592 km.

## Útvonal
A vonal az alábbi országokat és városokat érintené:
- Franciaország: Párizs – Reims – Metz – Nancy – Strasbourg
- Németország: Kehl - Karlsruhe – Stuttgart – Ulm – Augsburg – München – Mühldorf
- Ausztria: Salzburg – Linz – St. Pölten – Bécs
- Szlovákia: Pozsony
- Magyarország: Győr – Budapest

| Párizs–Strasbourg               | 476 km                        | Párizs–Baudrecourt; 2007                            | 2 óra 17 perc  | 1 óra 50 perc  |
| Párizs–Strasbourg               | 476 km                        | Baudrecourt–Vendenheim, 2016                        | 2 óra 17 perc  | 1 óra 50 perc  |
| Strasbourg–Karlsruhe            | 81 km                         | 2010-től az Appenweier-Karlsruhe szakasz már üzemel | 54 perc        | 25 perc        |
| Karlsruhe–Stuttgart             | 90 km                         | 1991                                                | 42 perc        | 42 perc        |
| Stuttgart–Ulm                   | 94 km jelenleg                | 2019/20                                             | 54 perc        | 28 perc        |
| Stuttgart–Ulm                   | 81 km új                      | 2019/20                                             | 54 perc        | 28 perc        |
| Ulm–Augsburg                    | 86 km                         | leghamarabb 2019                                    | 41 perc        | 28 perc        |
| Augsburg–München                | 61 km                         | 2011                                                | 37 perc        | 18 perc        |
| München–Salzburg                | 153 km                        | München–Freilassing; 2015                           | 1 óra 22 perc  | 1 óra 2 perc   |
| München–Salzburg                | 153 km                        | Freilassing–Salzburg; 2009                          | 1 óra 22 perc  | 1 óra 2 perc   |
| Salzburg–Linz                   | 127 km                        | Salzburg–Attnang-Puchheim; 2013                     | 1 óra 17 perc  | 1 óra 10 perc  |
| Salzburg–Linz                   | 127 km                        | Attnang-Puchheim–Wels; 2011                         | 1 óra 17 perc  | 1 óra 10 perc  |
| Salzburg–Linz                   | 127 km                        | Wels–Linz; 2015                                     | 1 óra 17 perc  | 1 óra 10 perc  |
| Linz–St. Pölten                 | 130 km                        | 2013                                                | 1 óra 3 perc   | 45 perc        |
| St. Pölten–Bécs                 | 61 km jelenleg                | 2013                                                | 41 perc        | 25 perc        |
| St. Pölten–Bécs                 | 44 km új                      | 2013                                                | 41 perc        | 25 perc        |
| Bécs–Budapest                   | 263 km                        |                                                     | 2 óra 50 perc  |                |
| Bécs–Pozsony                    | Északi vonal (Marchegg) 65 km | 2023                                                | 57 perc        | 35 perc        |
| Bécs–Pozsony                    | Déli vonal (Kittsee) 80 km    | 2013                                                |                | 55 perc        |
| Összesen:                       |                               |                                                     |                |                |
| Párizs–Budapest                 | 1592 km                       |                                                     | 13 óra 18 perc | 10 óra 23 perc |
| Párizs–Pozsony (Északi vonalon) | 1394 km                       |                                                     | 11 óra 25 perc | 8 óra 8 perc   |
| Párizs–Pozsony (Déli vonalon)   | 1409 km                       |                                                     |                | 8 óra 28 perc  |